# Apamea inexpecta
Apamea inexpecta là một loài bướm đêm trong họ Noctuidae.